# Ronja de roversdochter (anime)
Ronja de roversdochter (山賊の娘ローニャ, Sanzoku no Musume Rōnya) is een Japanse animeserie uit 2014 gebaseerd op het gelijknamige verhaal van Astrid Lindgren. De animatie werd verzorgd door Polygon Pictures en de reeks is een coproductie met Studio Ghibli.
De regisseur, Gorō Miyazaki, zei: "Ronja de roversdochter is niet enkel een verhaal over een meisje dat volwassen wordt, maar ook een verhaal over de liefde en groei tussen een ouder en een kind en ook een verhaal over de band tussen vrienden. Ik wil een werk maken waarvan iedereen, dus kinderen én volwassenen, kan genieten."
De reeks werd in België vanaf 7 december 2017 uitgezonden op Ketnet.

## Lijst van afleveringen
| Nr. | Nederlandse titel                  | Uitzenddatum    | Uitzenddatum     |
| --- | ---------------------------------- | --------------- | ---------------- |
| 01  | Geboren in de Storm                | 11 oktober 2014 | 7 december 2017  |
| 02  | De Eerste Keer naar het Bos        | 11 oktober 2014 | 8 december 2017  |
| 03  | Bang In Het Bos                    | 18 oktober 2014 | 11 december 2017 |
| 04  | Wie Fluit daar?                    |                 |                  |
| 05  | Vijand in de Burcht                |                 |                  |
| 06  | Nemen zonder te vragen             |                 |                  |
| 07  | Verhuizen                          |                 |                  |
| 08  | De Herfst zwelt aan                |                 |                  |
| 09  | Vast in de Sneeuw                  |                 |                  |
| 10  | De Belofte om Broer en Zus te zijn |                 |                  |
| 11  | In het Geniep                      |                 |                  |
| 12  | Ondergronds Gefluit                |                 |                  |
| 13  | Luizige Rovers                     |                 |                  |
| 14  | Prachtige Lente                    |                 |                  |
| 15  | Eindeloos geruzie, deel 1          |                 |                  |
| 16  | Eindeloos geruzie, deel 2          |                 |                  |
| 17  | Verhuizen                          |                 |                  |
| 18  | Iets in de grot                    |                 |                  |
| 19  | Het verdwenen mes                  |                 |                  |
| 20  | Bij de wilde paarden               |                 |                  |
| 21  | Opgejaagd door vogelheksen         |                 |                  |
| 22  | Alleen deze zomer                  |                 |                  |
| 23  | Je leven gooi je niet weg          |                 |                  |
| 24  | Vechten als beesten                |                 |                  |
| 25  | Eén Roversbende                    |                 |                  |
| 26  | De lente roept                     |                 |                  |